# Stachys laxa
Stachys laxa là một loài thực vật có hoa trong họ Hoa môi. Loài này được Boiss. & Buhse miêu tả khoa học đầu tiên năm 1860.